# Thaliastraße (metropolitana di Vienna)
Thaliastraße è una stazione della linea U6 della metropolitana di Vienna situata a cavallo tra il 7º e il 16º distretto (Ottakring). 

## Storia
La stazione è stata realizzata nel 1977 ed è entrata in servizio il 27 settembre 1980 come fermata della Gürtellinie della Stadtbahn elettrificata. Pur trovandosi sul tracciato della vecchia Stadtbahn a vapore del 1898, non c'era una fermata. La costruzione richiese più tempo del previsto a causa di problemi economici dell'impresa realizzatrice. Originariamente servita dalle linee G e GD, dal 7 ottobre 1989 è stata convertita in stazione della linea metropolitana U6.

## Descrizione
La copertura delle due banchine esterne è costituita da travi in cemento grezzo e da lastre di vetro. L'edificio di ingresso settentrionale rivestito con mattoni a vista richiama le architetture di Otto Wagner e consente l'accesso ai binari al piano superiore tramite scale mobili. L'ingresso meridionale, per via del dislivello del suolo, consente l'accesso ai binari tramite una rampa senza gradini.
La stazione è stata ristrutturata nel giugno 2014, con la realizzazione di una nuova copertura e il rimodernamento dei marciapiedi, degli accessi e delle porte.

## Ingressi
- Neustiftgasse
- Koppstraße
- Bernhardgasse